# مقبرة بتاحمس

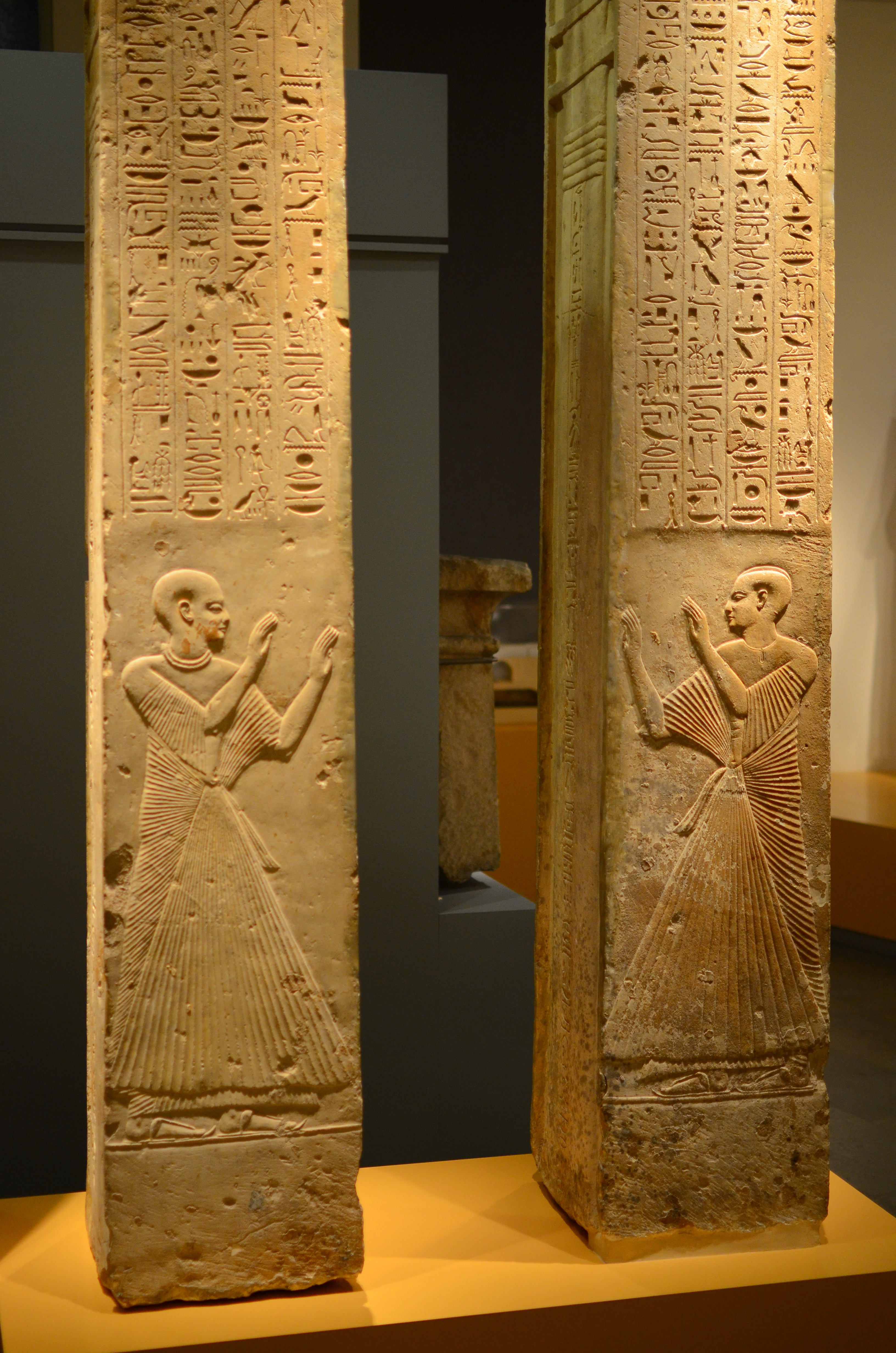
اثنان من العمدان الأربعة في مقبرة بتاحمس، المتحف الوطني للآثار، لايدن، هولندا.

مقبرة بتاحمس ، هي إحدى مدافن المقابر الملكية في سقارة، مصر. تقع المقبرة بجانب هرم أوناس، وبُنيت في القرن 13 ق.م. في عهد الأسرة 19 في الدولة المصرية الحديثة. المقبرة تخص بتاحمس، أحد كبار مسئولي الفرعون سيتي الأول وخليفته رمسيس الثاني.

## الاكتشاف
أكتشفت المقبرة بواسطة صيادي الكنوز عام 1885. معظم القطع الأثرية التي كانت موجودة في المقبرة معروضة حالياً في متاحف بهولندا، إيطاليا والولايات المتحدة. لم يكن مكانها مسجلاً من قبل، ولذلك فقد فُقد موقعها عندما غطته رمال الصحراء مرة أخرى. أعيد اكتشافها عام 2010 بواسطة علماء آثار مع جامعة القاهرة. أكتشفوا المزيد من القطع الأثرية والتي تتضمن العديد من النصب (شواهد قبور) تشمل صورة غير مكتملة لبتاحمس نفسه. وتظهر بعض النصب الأخرى عائلته قبل الثالوث الطيبي لآمون، موط وخونسو، الآلهة الثلاثة الشهيرة في ذلك الوقت. كما عُثر على رأس مرسومة لابنة بتاحمس أو زوجته، بجانب تماثيل أوشبتي، تمائم وأواني طينية. تابوت بتاحمس الحجري لم يُعثر عليه بعد واستمر العمل للعثور على المدفن الرئيسي للمقبرة وغرفة الدفن.
عُثر في الموقع على عدد من الجرار المكسورة. المواد الموجودة بداخلها كانت كتلة صلبة، والتي تم تحليلها بعد العثور عليها ليتضح أنها مزيجاً من حليب الجاموس والأغنام والماعز. تبدو هذه المادة كأنها نوع من الأجبان الصلبة. وترجع أهمية هذا الموقع لكونه يظهر التقدم في التقنية الغذائية في ذلك العهد.

## مخطط المقبرة
يبلغ طول المقبرة 70 متر وتضم العديد من المصليات. أثناء مصر المسيحية أعيد استخدام بعض من أعمدتها لبناء الكنائس. تضررت جدرانها عندما دخولها عام 1885.

## بتاحمس
تشير النقوش الهيروغليفية في المقبرة إلى أن بتاحمس حمل الكثير من الألقاب الهامة في عهد سيتي الأول، والتي تشمل عمدة مدينة منف عاصمة مصر، قائد الجيش، المشرف على الخزانة والنسخ الملكي في عهد سيتي الأول. في عهد رمسيس الثاني ابن ستي الأول وخليفته تم ترقية بتاحمس إلى منصب كبير كهنة آمون في الكرنك.